# 北海道更別農業高等学校
北海道更別農業高等学校（ほっかいどうさらべつのうぎょうこうとうがっこう、英称：Hokkaido Sarabetsu Agricultural High School）は、北海道河西郡更別村にある公立（道立）の農業高等学校である。

## 沿革
- 1951年 - 北海道大樹高等学校更別分校として開校
- 1952年 - 北海道更別高等学校と改称し独立
- 1982年 - 道立に移管
- 1986年 - 北海道更別農業高等学校と改称

## 学科
全日制課程
- 農業科
- 生活科学科